# Un due tre stella (programma televisivo)
Un due tre stella è stato un programma televisivo satirico ideato e condotto da Sabina Guzzanti, in onda su LA7 nel 2012. Nello show l'interprete ha proposto alcune delle sue più note imitazioni. Hanno collaborato al programma la sorella minore Caterina, l'attore Nino Frassica, i comici Saverio Raimondo, Francesco De Carlo e Edoardo Ferrario e la disc-jockey Lady Coco. Francesco Iozzo ha fatto da "spalla"a Nino Frassica.
La conduttrice, con questo programma, è tornata in televisione dopo nove anni dalla chiusura anticipata di Raiot - Armi di distrazione di massa su Rai 3. Nel frattempo, ha avuto modo di dare vita ai suoi personaggi satirici sul piccolo schermo solo in Annozero di Michele Santoro.
La trasmissione è andata in onda a partire dal 14 marzo 2012 e si è conclusa, dopo lo spostamento dal mercoledì al venerdì, il 4 maggio 2012. Al termine del programma sono state previste due puntate riassuntive denominate "il meglio di" ed "il meglio del meglio".
Lo show iniziava con un monologo dell'attrice, seduta su un albero, che faceva il punto della situazione della settimana e dei fatti di attualità politica. Tra le nuove imitazioni quelle di Caterina Guzzanti di una ragazza iscritta a CasaPound e di una inviata di cronaca nera e tra quelle di Sabina di Giorgio Napolitano, Barbara Palombelli, Mario Monti ed Emma Marcegaglia. Momento fisso di ogni puntata, inoltre, era una parodia di Romanzo criminale - La serie intitolata La banca della Magliana e interpretata da Riccardo De Filippis, Francesco Montanari, Alessandro Roja, Andrea Sartoretti e Fabio Camilli, che riprendevano i loro ruoli nella serie originale.

## Ascolti
| Puntata | Tema                                 | Data           | Ospiti | Telespettatori | Share |
| ------- | ------------------------------------ | -------------- | --- | -------------- | ----- |
| 1       | La crisi economica                   | 14 marzo 2012  | Stefano Fassina e (in collegamento) Michael Moore | 1.037.000      | 4,44% |
| 2       | La democrazia                        | 21 marzo 2012  | Stefano Rodotà | 828.000        | 3,51% |
| 3       | La televisione                       | 28 marzo 2012  | Marco Travaglio, Neri Marcorè e Rosalia Porcaro | 806.000        | 3,57% |
| 4       | Il lavoro                            | 4 aprile 2012  | Gad Lerner, Raffaele Guariniello, Antonio De Luca (sindacalista Fiom-Cgil, cassaintegrato della Fiat di Pomigliano), Max Tortora e Rosalia Porcaro | 896.000        | 3,74% |
| 5       | I giovani, la scuola e la formazione | 11 aprile 2012 | Massimo Zedda, Cristina Tajani (assessore al Lavoro e allo Sviluppo del Comune di Milano), Eleonora Voltolina (direttrice responsabile della Repubblica degli stagisti, magazine online di riferimento sul tema del mondo del lavoro per i giovani) e Rosalia Porcaro | 673.000        | 2,73% |
| 6       | La crisi dei partiti                 | 18 aprile 2012 | Erri De Luca, don Andrea Gallo, Ugo Mattei, Virginia Raffaele e Rosalia Porcaro | 800.000        | 3,50% |
| 7       | La giustizia                         | 27 aprile 2012 | Gian Carlo Caselli, Ugo Mattei, Enzo Romani (sopravvissuto della strage di Piazza Fontana), Massimiliano Bruno, Rosalia Porcaro e Carlo De Ruggieri | 627.000        | 2,80% |
| 8       | La cultura                           | 4 maggio 2012  | Neri Marcorè e Marco Marzocca | 650.000        | 2,80% |